# Mistrzostwa Europy w Lekkoatletyce 1974 – trójskok mężczyzn

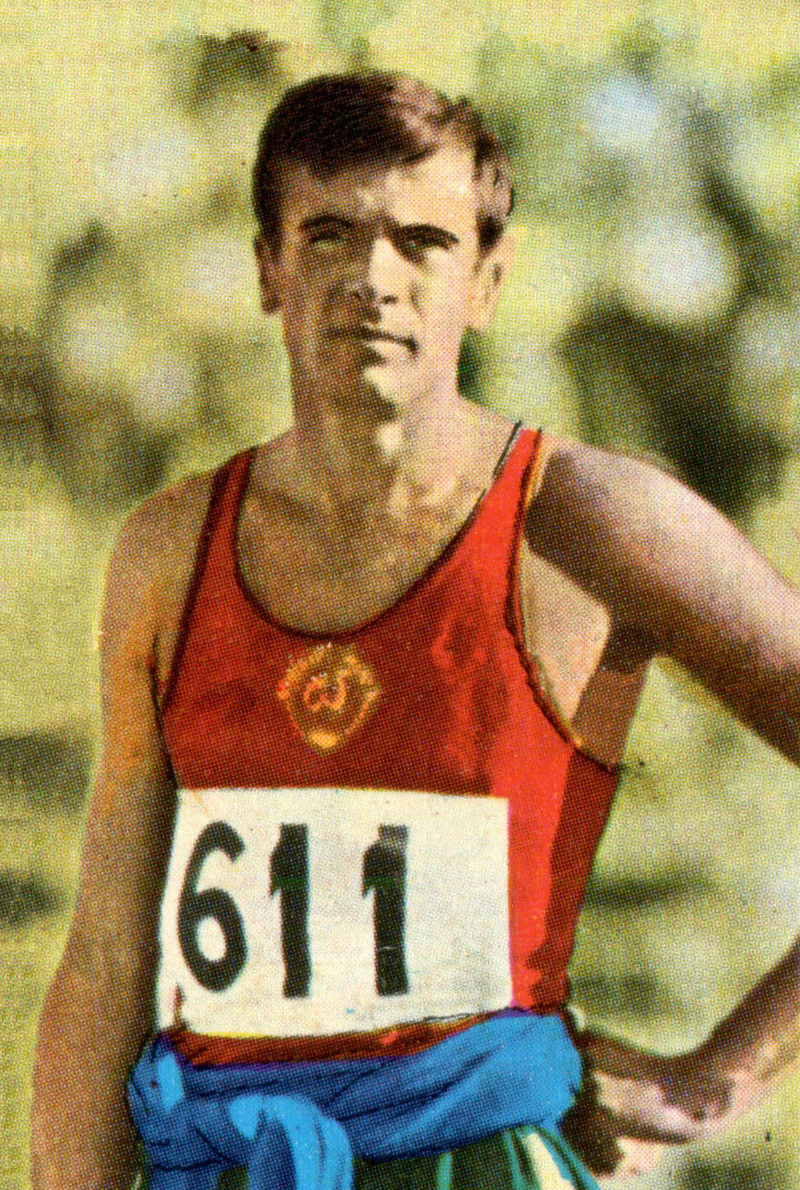
Wiktor Saniejew

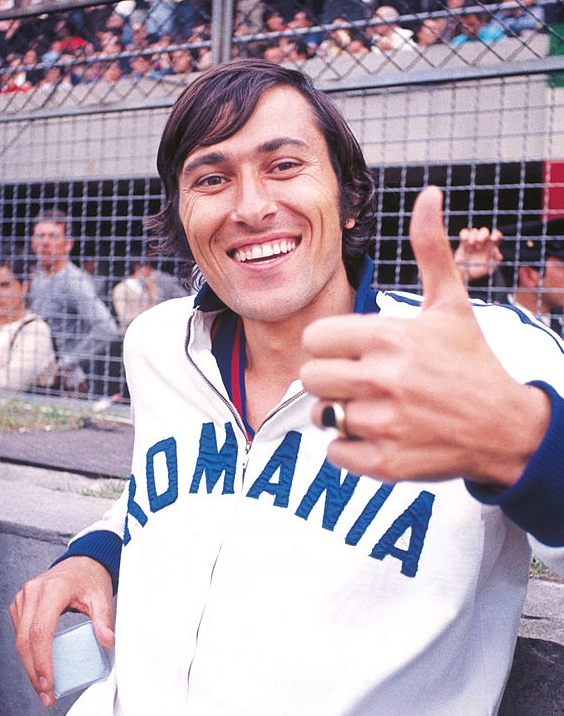
Carol Corbu

Trójskok mężczyzn był jedną z konkurencji rozgrywanych podczas XI mistrzostw Europy w Rzymie. Rozegrano od razu finał 8 września 1974 roku. Zwycięzcą tej konkurencji został reprezentant Związku Radzieckiego Wiktor Saniejew. W rywalizacji wzięło udział piętnastu zawodników z dziesięciu reprezentacji.

## Rekordy
| Rekord świata     | Wiktor Saniejew (SUN) | 17,44 | Suchumi, ZSRR | 17.10.1972 |
| Rekord Europy     | Wiktor Saniejew (SUN) | 17,44 | Suchumi, ZSRR | 17.10.1972 |
| Rekord mistrzostw | Wiktor Saniejew (SUN) | 16,94 | Ateny, Grecja | 17.09.1969 |

## Wyniki

### Finał
| Poz. | Zawodnik              | Reprezentacja  | Próby | Próby | Próby | Próby | Próby | Próby | Wynik | Uwagi |
| Poz. | Zawodnik              | Reprezentacja  | 1     | 2     | 3     | 4     | 5     | 6     | Wynik | Uwagi |
| ---- | --------------------- | -------------- | ----- | ----- | ----- | ----- | ----- | ----- | ----- | ----- |
| 01 ! | Wiktor Saniejew       | ZSRR           | x     | 17,23 | x     | 16,86 | 16,83 | x     | 17,23 | CR    |
| 02 ! | Carol Corbu           | Rumunia        | 16,44 | 16,32 | x     | 16,40 | x     | 16,68 | 16,68 |       |
| 03 ! | Andrzej Sontag        | Polska         | 16,13 | 16,61 | x     | 16,32 | 16,37 | 16,30 | 16,61 |       |
| 4.   | Jörg Drehmel          | NRD            | 16,54 | 15,75 | 16,23 | 16,33 | x     | 16,05 | 16,54 |       |
| 5.   | Michał Joachimowski   | Polska         | 16,53 | 13,88 | 16,03 | 16,43 | 14,16 | x     | 16,53 |       |
| 6.   | Lothar Gora           | NRD            | x     | 16,42 | x     | x     | x     | x     | 16,42 |       |
| 7.   | Jiří Vyčichlo         | Czechosłowacja | 16,17 | x     | 16,37 | 16,18 | x     | x     | 16,37 |       |
| 8.   | Nikołaj Siniczkin     | ZSRR           | 15,69 | 15,47 | 16,17 | 16,17 | 15,95 | 15,78 | 16,17 |       |
| 9.   | Pentti Kuukasjärvi    | Finlandia      | 15,86 | 16,12 | 15,95 |       |       |       | 16,12 |       |
| 10.  | Apostolos Kathiniotis | Grecja         | x     | x     | 15,99 |       |       |       | 15,99 |       |
| 11.  | Ryszard Garnys        | Polska         | x     | 15,85 | 15,97 |       |       |       | 15,97 |       |
| 12.  | Michaił Segal         | ZSRR           | 15,89 | 15,73 | x     |       |       |       | 15,89 |       |
| 13.  | Bernard Lamitié       | Francja        | 15,68 | 15,83 | 15,67 |       |       |       | 15,83 |       |
| 14.  | Kristen Fløgstad      | Norwegia       | 13,87 | 15,07 | 14,41 |       |       |       | 15,07 |       |
| 15.  | Ezio Buzzelli         | Włochy         | x     | 12,84 | x     |       |       |       | 12,84 |       |